# Рафут
Рафут (яп. ラフテー) — страва з ребер свинини в окінавській кухні, Японія. Це свиняче ребро зі шкірою, тушковане в соєвому соусі з коричневим цукром та аваморі (окінавський лікер). Традиційно вважається, що він сприяє довголіттю. Рафут спочатку був формою королівської кухні Окінави.
На Гаваях рафут відомий як «шьоу свинина» (шьоу — соєвий соус), який подається як частина традиційного обіду (англ. plate lunch). На початку 1900-х років окінавські іммігранти на Гаваях ввели рафут у місцеву кухню, оскільки етнічні окінавці володіли багатьма ресторанами в Гонолулу, Гаваї.

## Галерея

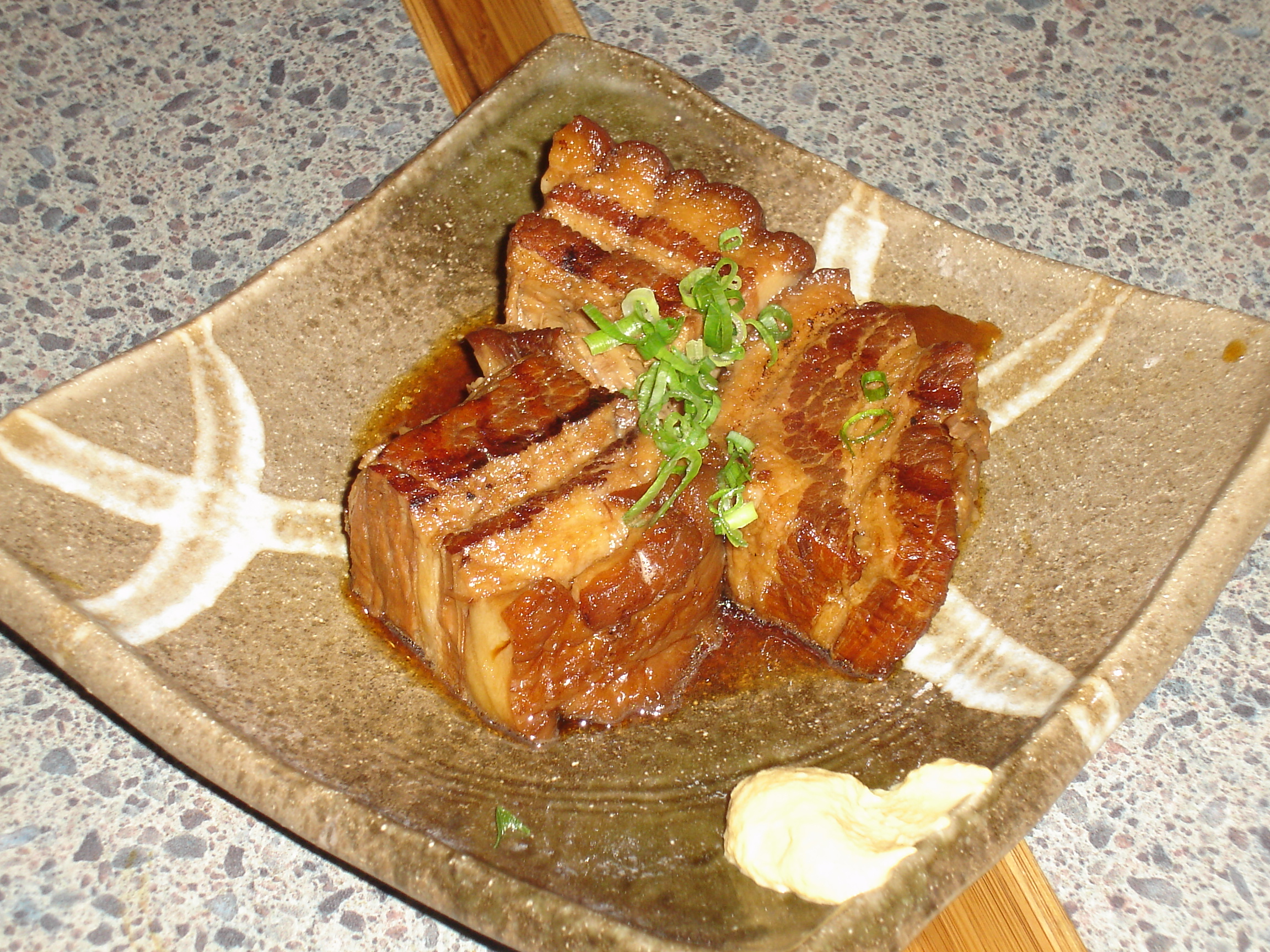
Рафут у Вайкікі
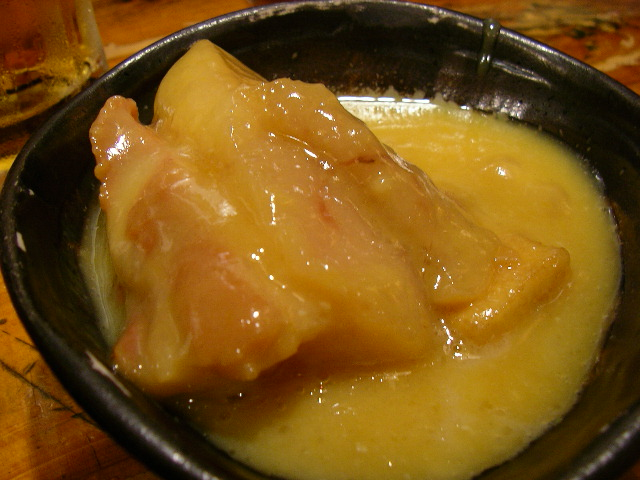
Рафут в Насі, Окінава
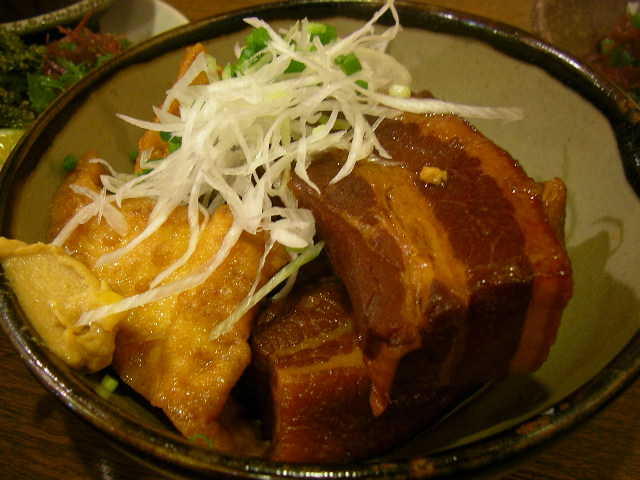
Рафут у Ґіндзі, Токіо
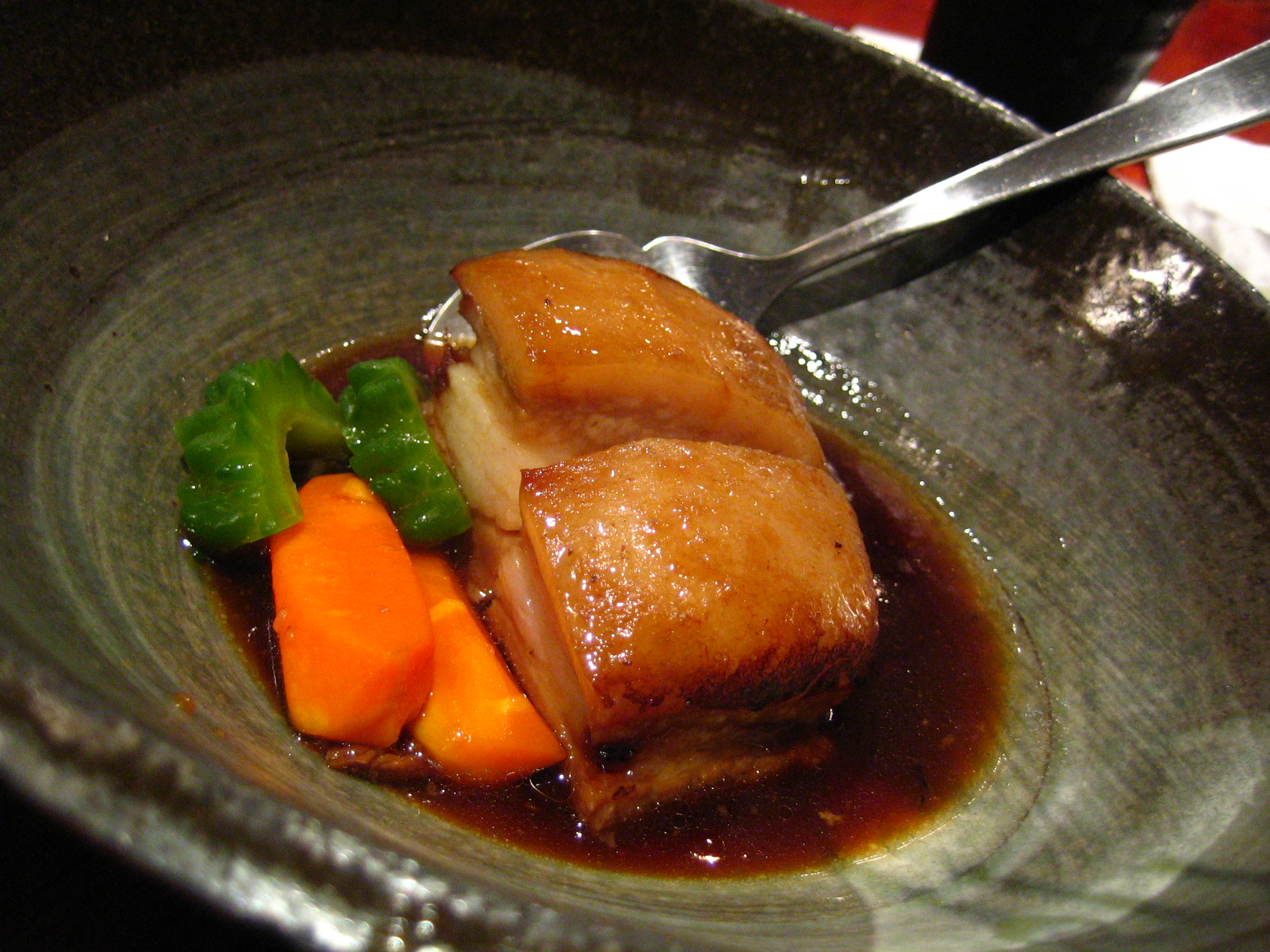
Рафут у Токіо
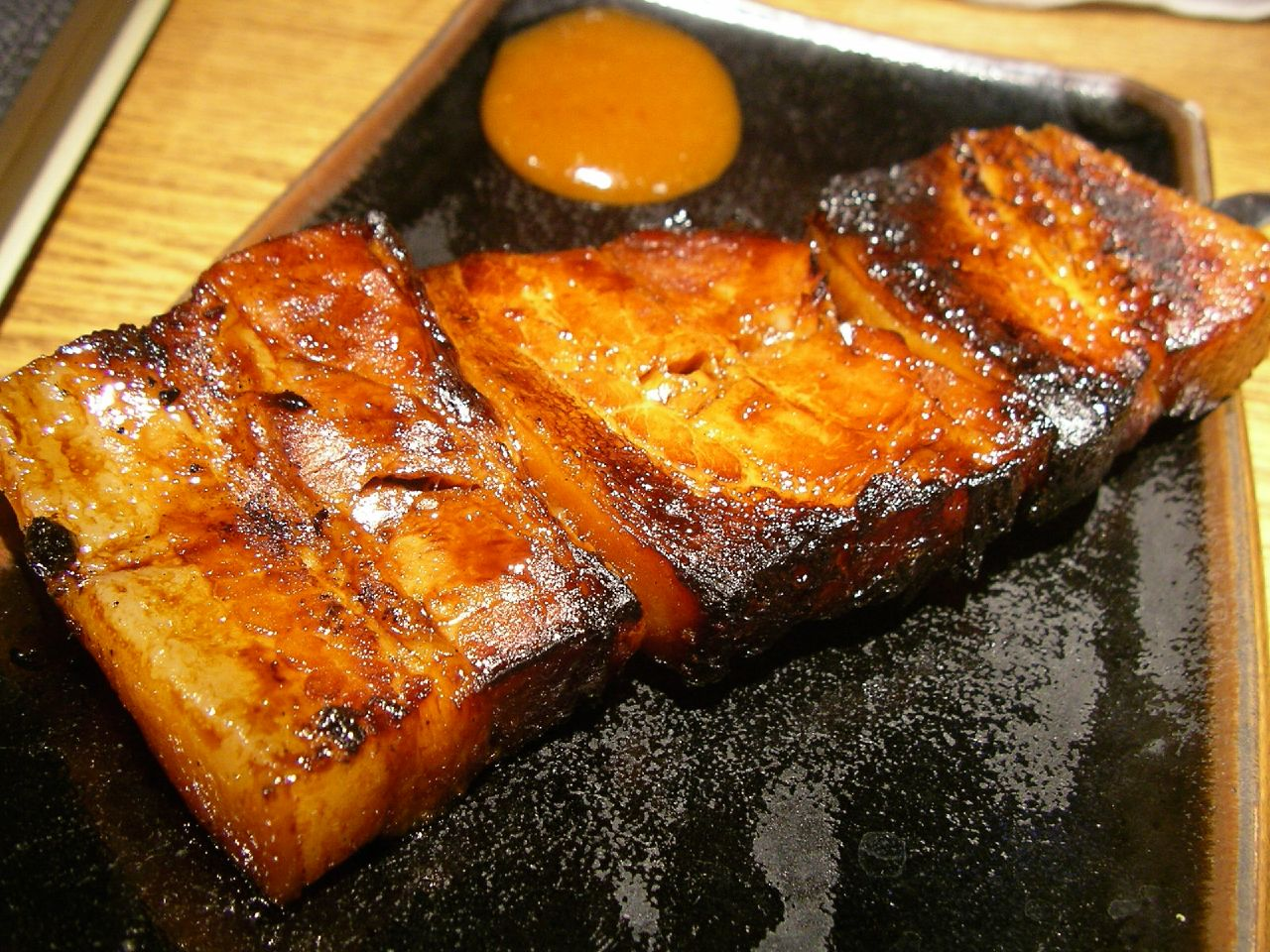
Рафут на шпажках
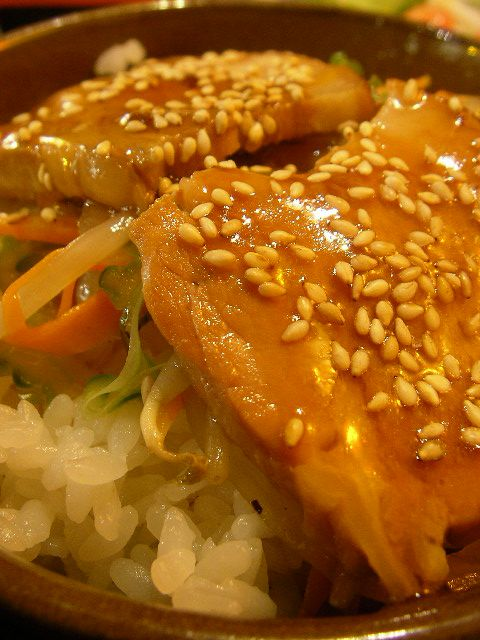
Рафут на рисі у Ґіндзі, Токіо
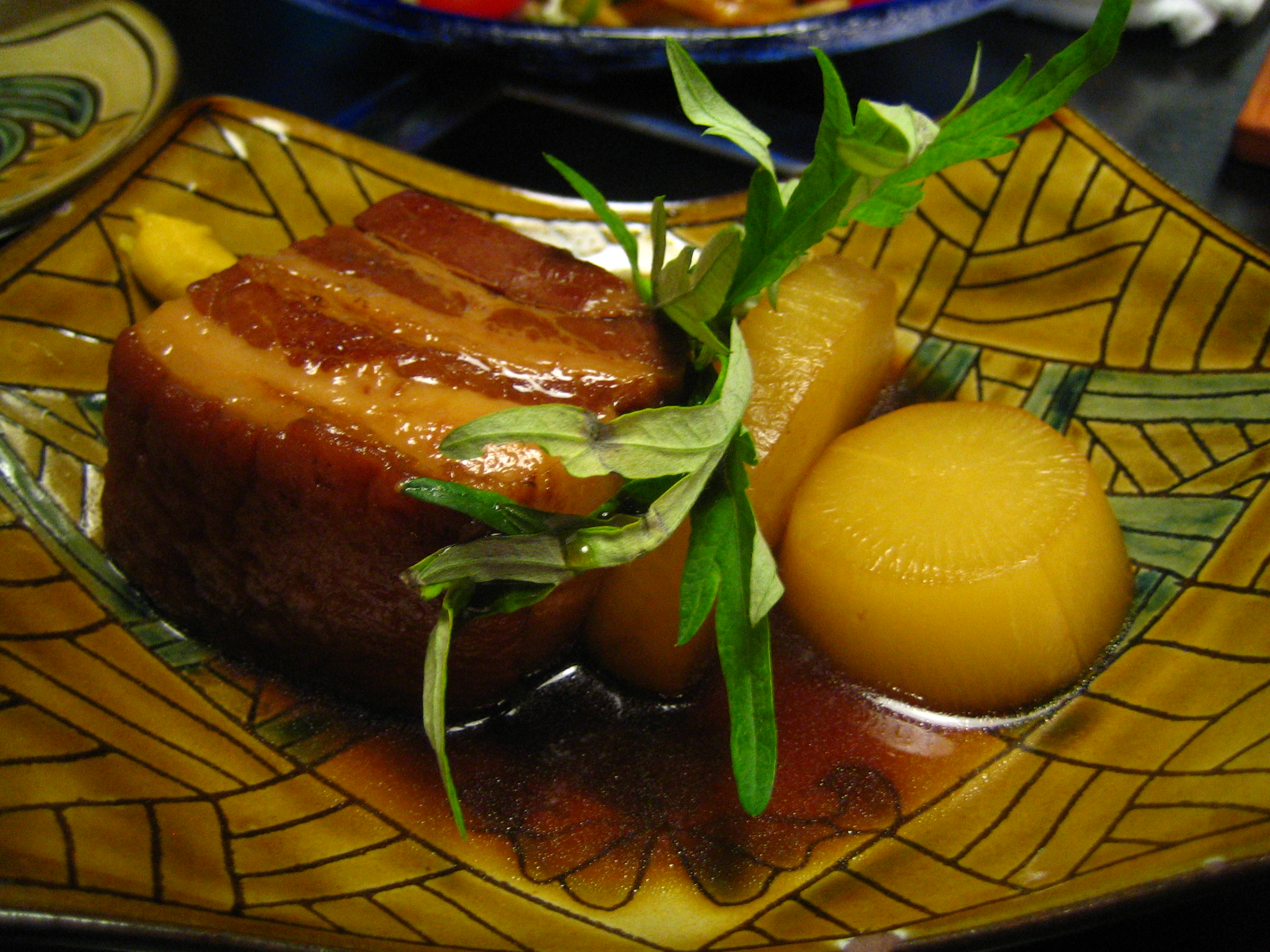
Рафут в Токіо
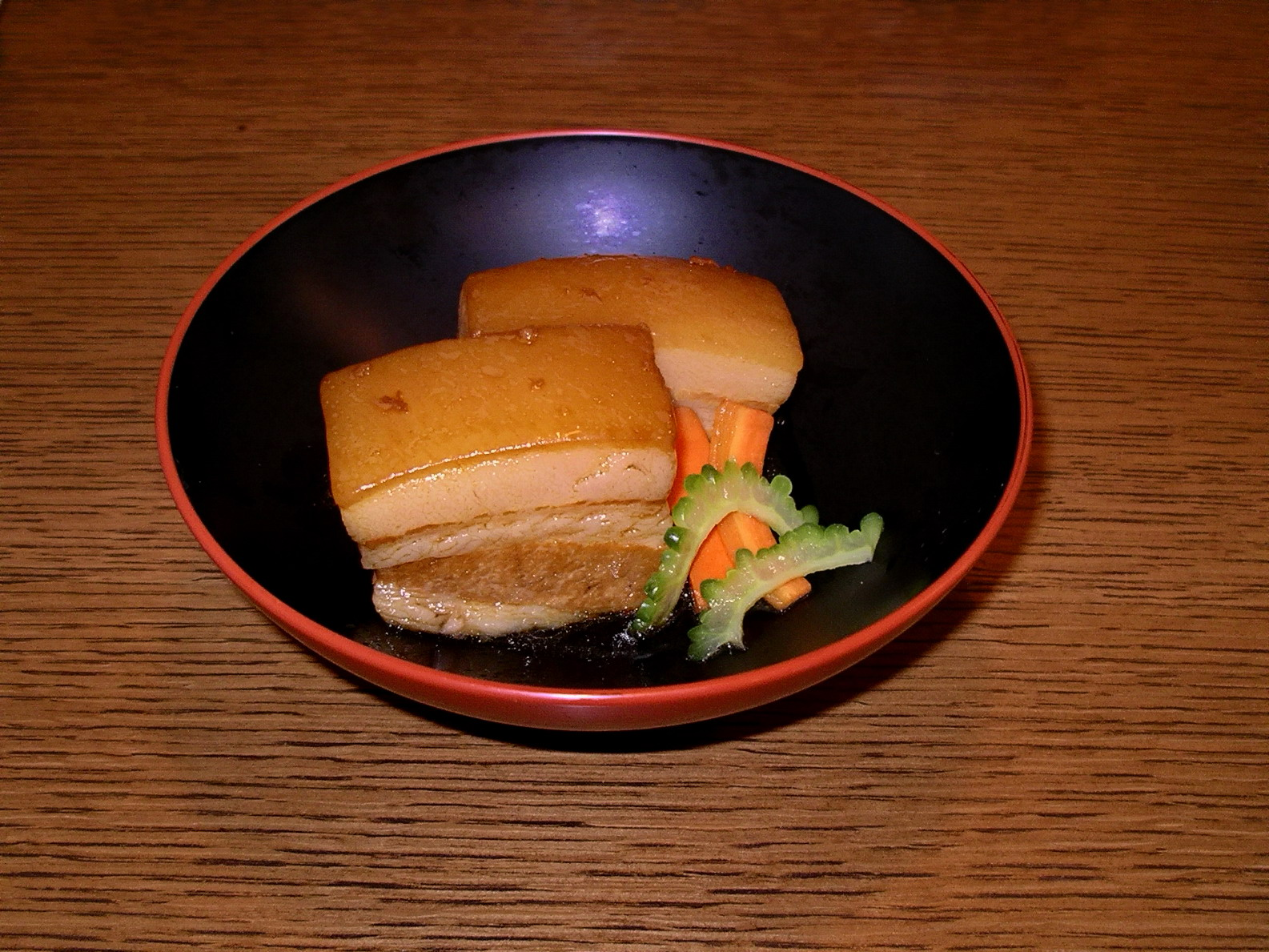
Рафут в Окінаві
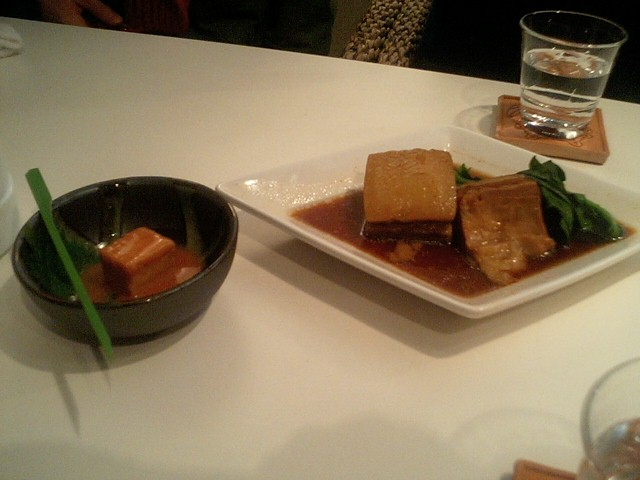
Рафут і тофу